# Веркович, Стефан
Стефан Ильич Веркович (сербохорв. Стефан Верковић, Stjepan Ilija Verković; 5 марта 1821 г. — 30 декабря 1893 г.) — фольклорист, археолог, историк, нумизмат, собиратель эпических песен и этнограф сербско-боснийского происхождения. Ревностный собиратель археологических и этнографических материалов в Македонии и Родопах.

## Биография
Веркович рано остался сиротой и воспитывался родственниками. Учиться был отправлен во францисканскую католическую школу в Толисе (1830—1833), продолжил своё образование в францисканском Сутинском монастыре (1833—1837), где принял монашество и имя Елиас (Илья), затем стал студентом богословского факультета в университете Загреба (1837—1843). Но карьера католического священнослужителя не увлекла его, и Веркович оставил монашество. Ещё в юношеские годы он увлёкся идеями иллиризма и мечтал об объединении сил южных славян в борьбе за освобождение от османского и австрийского владычества. В университете окончательно принял идею о том, что все южные славяне являются потомками древних фракийцев и иллирийцев.
В 1843 году он сотрудничает с сербским правительством и в последующие годы выполняет секретные миссии в Хорватии, Черногории, Косово и Турции. Во время своих поездок по Македонии и смежным областям он разыскивает средневековые славянские манускрипты, старинные монеты и антиквариат, записывает народные песни и обычаи.
В 1855 году поселился в городе Серезе в Османской империи, где поддерживал церковную борьбу и славянское просвещение в Восточной Македонии. Устанавливает и поддерживает интенсивную переписку с деятелями Болгарского национального возрождения.
В 1860 году в Белграде вышла его книга «Народные песни македонских болгар», которая является его самым ценным вкладом в области болгарской фольклористики. Тогда же он напал на след песен, которые до него никто не записывал на Балканском полуострове. Это были песни македонских болгар-помаков, живших в Родопских горах.
Веркович активно сотрудничал с  Сербским обществом словесности в Белграде и в 1863 году он был избран в члены общества. В 1862 году премьер-министр Сербии Илия Гарашанин поручает ему секретную миссию по оказанию помощи «македонским славянам в решении Восточного вопроса, чтобы считаться славянами, а не греками». С тех пор и до 1875 года Веркович регулярно отправляет сербскому правительству секретные отчеты об обстановке в Македонии, остававшейся под властью турок. Он искренне верит в пропагандируемую из Белград идея о роли Сербского княжества, как защитника и будущего объединителя всех южнославянских народов, но в то же время открыто поддерживает церковно-национальную борьбу болгарского народа.
Увлекаясь романтическими историческими концепциями Георгия Раковского, Веркович убеждён, что среди Родопских помаков была жива древняя песенная и легендарная традиция дохристианской эпохи, подтверждающая тысячелетнее присутствие славян на Балканском полуострове. Под названием «Веда Славян» опубликовал в 1874 году (в Белграде) и в 1881 году (в Санкт-Петербурге) два тома народных песен, записанных Иваном Гологановым. Среди них в частности имеются песни об Орфее и Александре Македонском, о пришествии славян из Индии на Балканы, о славянских богах Сива, Вишну, огне-Боге. Первоначально принятое с энтузиазмом в европейских научных кругах, родопское открытие постепенно начало вызывать сомнение, так как песни, опубликованные Верковичем, якобы представляют собой фальсификацию, созданную Гологановым.
В 1877—1891 годах жил в России, где стеснённость в средствах побудила его продать часть своей антикварной коллекции. Многие из античных монет его коллекции сейчас находятся в крупных мировых коллекциях, таких как Королевский монетный двор в Копенгагене, Парижский монетный двор, Британский музей и Музей Эшмола в Оксфорде.
В 1891 году Веркович приезжает в Болгарию и за его заслуги перед болгарским народом получает пожизненную пенсию от Народного собрания Болгарии. Отчаявшись от растущего недоверия к делу его жизни, в 1892—1893 году он принимает участие в подготовке двух поездок премьер-министра Стефана Стамболова в западные Родопы (в Чепино и Батак), чтобы задокументировать и доказать подлинность его доставленных от Гологанова песен. Однако его миссия потерпела неудачу, а несколько месяцев спустя Веркович умер в Софии в возрасте 72 лет.
Часть записей песен и сказок находятся в собрании Академии наук в Санкт-Петербурге. Некоторые археологические находки Верковича были приобретены Эрмитажем. Также ценное собрание юго-славянских рукописей Верковича поступило в Публичную библиотеку в Санкт-Петербурге и в библиотеку Хорватской академии наук.